# Leonel Mário d'Alva
Leonel Mário d'Alva (1935) è un politico saotomense.
È stato Primo ministro di São Tomé e Príncipe dal dicembre 1974 al luglio 1975, quando il Paese ha ottenuto l'indipendenza dal Portogallo. Ha ricoperto il ruolo di Presidente ad interim per circa un mese nel 1991.
Dal 1975 al 1978 è stato Ministro degli esteri, mentre ha ricoperto per due periodi la carica di Presidente dell'Assemblea nazionale: il primo dal 1975 al 1980 e il secondo dal 1991 al 1994.